# Lore Reimer
Lore Reimer (Pseudonym für Lore Schmidt; * 4. November 1947 in Leninpol, Kirgisische SSR) ist eine russlanddeutsche Schriftstellerin.

## Leben
Lore Reimer entstammt einer Familie von Russlandmennoniten; ihre Muttersprache ist Plautdietsch. Sie studierte Germanistik in Nowosibirsk; anschließend gehörte sie der Redaktion der russlanddeutschen Zeitung Neues Leben in Moskau an. 1974 übersiedelte sie in die Bundesrepublik Deutschland, wo sie in Bielefeld ein Lehramtsstudium in den Fächern Germanistik und Evangelische Theologie absolvierte. Lore Reimer lebt heute mit ihrer Familie in Espelkamp. 
Lore Reimer ist Verfasserin von Prosatexten und Gedichten, teilweise auch in Plautdietsch. Sie ist Mitglied des Literaturkreises der Deutschen aus Russland.

## Werke
- Lichte Räume, Bonn 1997
- Senfkorn, Lage 2000
- Du kaunst miene Sproak vestohne, Bonn 2009